# Johanna của Áo (định hướng)
Johanna của Áo (tiếng Đức: Johanna von Österreich) có thể chỉ đến những người sau:
- Johanna của Áo, Trữ phi Bồ Đào Nha (1535–1573)
- Johanna của Áo, Đại Công tước phu nhân xứ Toscana (1547–1578)